# Liam Hughes
Liam John Hughes (sinh ngày 11 tháng 9 năm 1988) là một cựu tiền đạo bóng đá người Anh. Ông rời khỏi bóng đá chuyên nghiệp sau khi bị Wolverhampton Wanderers giải phóng hợp đồng năm 2009.

## Sự nghiệp
Hughes là sản phẩm của học viện Wolves, nhưng không thể đá cho đội một sau khi kí hợp đồng chuyên nghiệp năm 2007. Anh có hai tháng cho mượn ở đội bóng League Two Bury vào tháng 11 năm 2007, ra mắt Football League ngày 24 tháng 11 năm 2007 với tư cách dự bị trong thất bại 2-1 trước Morecambe. Đến hiện tại, Hughes chỉ có thêm 3 trận quốc nội.
Sau khi không thể gây thuyết phục ở câu lạc bộ chủ quản, anh bị giải phóng đầu năm 2009. Vào tháng 7 năm 2009, Hughes thử việc tại Hereford United trong đợt giao hữu trước mùa giải trước kình địch Pegasus Juniors, nhưng không được kí hợp đồng. Thay vào đó anh tiếp tục sự nghiệp với đội bóng non-league Pensnett United, và thi đấu toàn thời gian.
Vào tháng 6 năm 2010 anh bị kết án tù 32 tháng vì nằm trong vụ cướp có vũ trang ở quê nhà Gornal ngày 13 tháng 2 năm 2010.